# Иембергенов, Хожамберген
Хожамберген Иембергенов (1916 год, Мангышлакский уезд, Закаспийская область, Туркестанский край, Российская империя — неизвестно, Кунград, Каракалпакская АССР, Узбекская ССР) — директор средней школы имени Бердаха, Кунград, Каракалпакская АССР, Узбекская ССР. Герой Социалистического Труда (1978).

## Биография
Родился в 1916 году в крестьянской семье в ауле № 6 Мангышлакского уезда (сегодня — Кунградский район). В раннем возрасте осиротел. Воспитывался в детском доме имени Чапаева в Кунграде. После получения неполного среднего образования обучался в педагогическом техникуме в Турткуле, который окончил в 1935 году. Преподавал на рабфаке в Ходжейли, в школе села Тамды. В последующие годы обучался в Средне-Азиатском государственном университете (1935—1937), Ташкентском педагогическом институте (1940—1941). Одновременно преподавал в школе имени Орджоникидзе в Кунграде.
После начала Великой Отечественной войны пытался пойти на фронт добровольцем, но не прошёл медицинскую комиссию. В последующие годы преподавал в педагогическом училище в Чимбае, был директором средней школы имени Орджоникидзе в Кунграде. С 1943 года — на административной работе. С 1944 года — член ВКП(б). До 1945 года — заместитель председателя Кунградского райисполкома.
С 1950 года — директор средней школы имени Орджоникидзе в Кунграде. В 1951 году окончил заочное отделение Нукусского педагогического института по специальности «учитель биологии и химии». За выдающиеся достижения в педагогической деятельности был награждён в 1960 году Орденом Ленина. Был инициатором создания и руководителем первой ученической производственной бригады в Каракалпакстане. В последующие годы: директор одиннадцатилетней производственной школы (1961—1963), директор школы имени Гагарина (1963—1969). С 1969 года — директор школы имени Бердаха в Нукусе, которой руководил в течение двадцати лет с перерывом с 1970 по 1974 года, когда был директором местного детского дома.
Указом Президиума Верховного Совета СССР от 27 июня 1978 года удостоен звания Героя Социалистического Труда за «большие заслуги в деле обучения и коммунистического воспитания учащихся» с вручением ордена Ленина и золотой медали «Серп и Молот» (№ 19081).
В 1979 году вышел на пенсию. Будучи пенсионером, преподавал в школе до 1986 года. Проживал в Нукусе. Дата смерти не установлена.
Награды
- Герой Социалистического Труда
- Орден Ленина — дважды (30.08.1960; 1978)
- Заслуженный учитель Узбекистана